# بوگوشتسه (استان اوپوله)
بوگوشتسه (به لهستانی:  Boguszyce) یک روستا در لهستان است که در گمینا پروشکوو واقع شده‌است.